# 230省道 (浙江省)
S230省道又称青岱线，是中国浙江省省道之一，原编号57省道。S230省道路线的起点是青田县鹤城街道，经过瑞安市西部、平阳县水头镇，终点为萧江镇岱口故又称青岱线。